# 大观亭
大观亭俗称八角亭，位于中国安徽省黄山市歙县许村镇许村，建于明嘉靖年间。三重檐楼阁式，八边形平面，高11.75米。底层有街道通过，设有坐凳。天花板、大梁饰有彩绘。
1998年5月4日，大观亭列为安徽省文物保护单位。。2006年5月，大观亭作为许村古建筑群的子项被列为第六批全国重点文物保护单位。2016年进行维修。